# 皇家奧斯坦德足球會
皇家奧斯坦德足球會（荷蘭語：K.V. Oostende；荷蘭語發音：[ˈkaː ˈveː ˌoːs.ˈtɛn.də]）是一家以奧斯坦德為總部的比利時職業足球會，前身為創辦於1904年的，後在1981年與皇家奧斯坦德體育會合併，並改用現名至今。

## 外部連結
- 官方网站